# Pablo Guyot
Pablo Guyot (7 de febrero de 1954) es un músico argentino, guitarrista, y productor musical, que se hizo conocido como integrante de la banda de rock G.I.T. (1984-1994), junto con Alfredo Toth y  Willy Iturri, considerada como una de las fundadoras del rock argentino moderno. Desde mediados de la década de 1990 se ha desempeñado como productor musical junto a Alfredo Toth, trabajando con importantes bandas argentinas, como Los Piojos, Bersuit Vergarabat, entre otras.

## Biografía

### Inicio
Pablo Guyot nació el 7 de febrero de 1954. Se inició en el mundo del rock argentino en 1976 tocando en la banda Banana, liderada por César Banana Pueyrredón, donde también estaba Willy Iturri como baterista. En 1979 Raúl Porchetto convocó a Guyot, Iturri y Alfredo Toth, exbajista de Los Gatos, para conformar su banda de apoyo, grabando el álbum "Mundo" , en 1980 Metegol  y luego en 1981, Televisión.
Desde ese momento, los tres congeniaron y planearon formar un grupo juntos, pero no sería hasta 1984 que podrían concretar el proyecto. Hasta entonces, luego de acompañar a Porchetto, fueron banda de soporte de Charly García, con quien grabaron  Piano Bar. En ese lapso Guyot también integraría Zas en 1983, legendaria banda liderada por Miguel Mateos.

### G.I.T.: el éxito continental
Finalmente Alfredo Toth (bajo y primera voz), Pablo Guyot (guitarra y coros) y Willy Iturri (batería y coros) formaron G.I.T. en 1984. El nombre del grupo provino de las iniciales de los apellidos de sus integrantes. Charly García fue el productor de su primer disco. Los temas Acaba de nacer y La calle es su lugar (Ana), de la primera placa, los llevó al reconocimiento del público. Es por amor, tema destacado de su tercer álbum, los llevó al éxito, probablemente el primero a nivel continental de un grupo argentino, abriendo así un fenómeno internacional que luego sería llevado a su punto más alto por Soda Stereo, Miguel Mateos y Rata Blanca, solo por citar algunos ejemplos.

### Producción: la dupla Toth/Guyot
En 1994 Pablo Guyot y Alfredo Toth pensaron que GIT había cumplido su ciclo y luego de disolver la banda se dedicaron de lleno a la producción musical artística.
En 2005 recibieron el Premio Konex por su trabajo como arregladores y productores artísticos. Galardón que obtuvieron nuevamente en 2015.

## Trayectoria como músico
- 1975-1979: Banana
- 1980: Banda de Raúl Porchetto
- 1981-1983: Banda de Charly García
- 1983: Banda ZAS de Miguel Mateos
- 1984-1994: GIT

## Discografía

### Álbumes
- Banda de Raúl Porchetto (Televisión)
- Banda de Raúl Porchetto (Metegol) (1980)
- Banda ZAS de Miguel Mateos (Huevos) (1983)
- Banda de Charly García (Piano Bar) (1984)
- G.I.T. (G.I.T.) (1984)
- G.I.T. (El álbum negro) (1985)
- G.I.T. (G.I.T. 3) (1986)
- G.I.T. (Primera sangre) (1988)
- G.I.T. (Distorsión) (1992)